# Izabella Działyńska

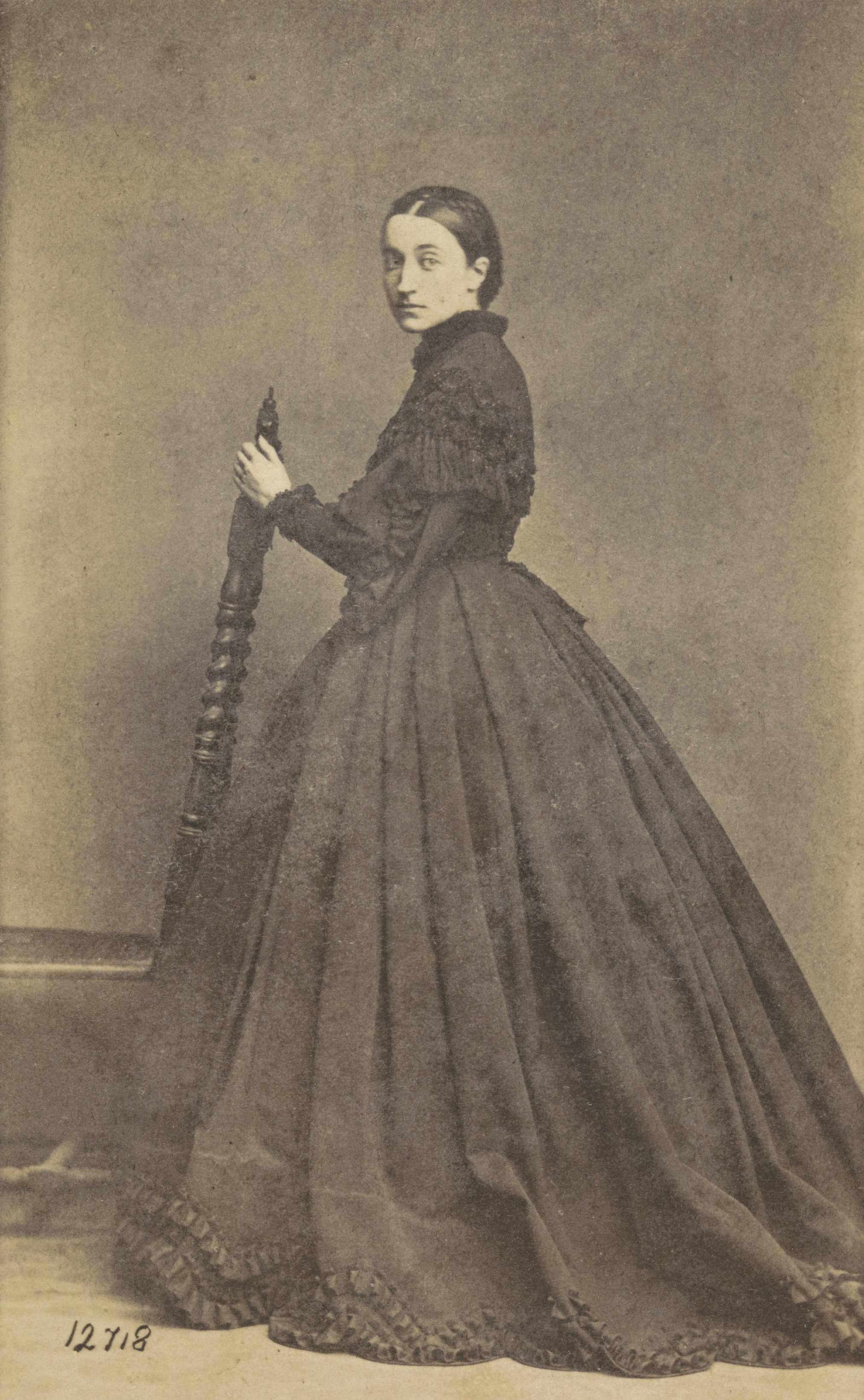
Izabella Działyńska w 1857 roku

Izabella Elżbieta z Czartoryskich Działyńska (ur. 14 grudnia 1830 w Warszawie, zm. 18 marca 1899 w Mentonie) – polska malarka amatorka, kolekcjonerka dzieł sztuki.

## Życiorys
Była córką księcia Adama Jerzego Czartoryskiego i Anny Zofii z domu Sapieha. Wychowywała się w Paryżu, w atmosferze konserwatywnej (Hotel Lambert). Od młodości kolekcjonowała dzieła sztuki. W 1857 poślubiła wielkopolskiego ziemianina Jana Działyńskiego. Małżeństwo to pozostało bezdzietne.

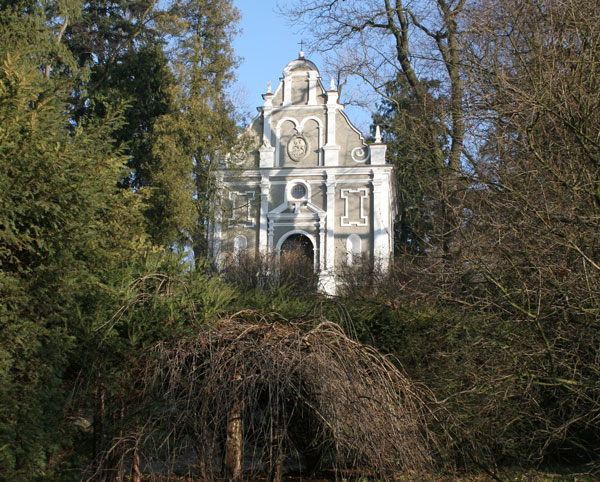
Mauzoleum Izabelli Działyńskiej

Prowadziła Instytut Polski przy Hotelu Lambert, odbywała liczne podróże po Europie, a także Algierii, Egipcie i Ziemi Świętej. Przez większość życia mieszkała w Paryżu, a od ślubu częściowo także w Gołuchowie, który w 1872 przejęła od męża za pożyczone mu pieniądze na cele powstania styczniowego. Zainicjowała m.in. kolekcję waz antycznych, grafik, obrazów, mebli artystycznych. Zamek w Gołuchowie przebudowała – częściowo według własnej koncepcji – na muzeum, a za pomocą utworzonej w 1893 ordynacji gołuchowskiej zapewniła muzeum środki na utrzymanie. Dążyła do odtworzenia dawnej świetności rezydencji gołuchowskiej, stanowiącej niegdyś siedzibę rodu Leszczyńskich.
Po śmierci spoczęła w mauzoleum – kaplicy grobowej w parku w Gołuchowie.